# Personnels des bibliothèques, ingénieurs, administratifs, techniques, pédagogiques, sociaux et de santé
« ATOSS » redirige ici. Pour les articles homophones, voir ATOS et Athos.
 (septembre 2018).
Si vous disposez d'ouvrages ou d'articles de référence ou si vous connaissez des sites web de qualité traitant du thème abordé ici, merci de compléter l'article en donnant les références utiles à sa vérifiabilité et en les liant à la section « Notes et références ».
On appelle personnels des bibliothèques, ingénieurs, administratifs, techniques, pédagogiques, sociaux et de santé (BIATPSS), connus aussi sous d'autres appellations comme IATOS (« personnels ingénieurs, administratifs, techniques, ouvriers et de service ») ou ATOSS (« personnels administratifs, techniciens, ouvriers, de service et de santé »), des personnels non enseignants relevant des établissements et des services administratifs de l'enseignement et de la recherche publique français. Ils représentent un peu moins d'un tiers du personnel total de l'Éducation nationale[réf. nécessaire].
Ils exercent dans différents services relevant des ministères chargés de l’Éducation nationale et de l'Enseignement supérieur, de la Recherche, de la Jeunesse et des Sports. Ils sont présents dans les services administratifs de ces ministères (administration centrale, services à compétence nationale, rectorats, vice-rectorats, directions académiques), dans les établissements publics nationaux placés sous la tutelle de ces ministères, ainsi que dans les établissements scolaires, universitaires et de recherche (établissements publics locaux d'enseignement, établissements publics à caractère scientifique, culturel et professionnel dont les universités, établissements publics à caractère scientifique et technologique...). Le personnel de bibliothèque travaille en outre dans des services relevant du ministère de la Culture ou d'autres départements ministériels.
En revanche, ces personnels ne sont pas présents dans les écoles primaires où l'ensemble du personnel non enseignant relève de la fonction publique territoriale.
Ils sont suivis, au sein du secrétariat général commun aux ministères concernés, par la « sous-direction des personnels des bibliothèques, ingénieurs, administratifs, techniques, pédagogiques, sociaux et de santé ».
Peu syndiqués, ils sont principalement touchés par les suppressions de postes depuis quelques années.[réf. nécessaire]

## Définition et variantes
Il existe plusieurs variantes du sigle : 
- IATOS (Ingénieurs, administratifs, techniciens, ouvriers et de service) employé par l'Éducation nationale
- IATOSS (Ingénieurs, administratifs, techniciens, ouvriers, social et de santé)
- IATOSSS (Ingénieurs, administratifs, techniciens, ouvriers, sociaux, de service et de santé)
- depuis la décentralisation du personnel ouvrier et de service : 
  - TOS (Techniciens, ouvriers et de service) pour le personnel désormais décentralisé aux collectivités territoriales ;
  - IATSS (Ingénieur, Administratifs, techniciens, personnels sociaux et de santé) pour désigner le personnel non décentralisé
- ATSS (Administratifs, techniciens, personnels sociaux et de santé) pour le personnel exerçant dans l'enseignement scolaire, les ingénieurs y étant peu présents.
- de 2007 à 2020 BIATOSS (Bibliothécaires, ingénieurs, administratifs, techniciens, ouvriers, personnels sociaux et de santé)
- depuis septembre 2010 l'acronyme officiel pour les personnels non enseignants de l'enseignement supérieur est BIATSS (Bibliothécaires, ingénieurs, administratifs, techniciens, personnels sociaux et de santé)
- depuis 2021 le sigle BIATPSS avec l'intégration des personnels des sports et de la jeunesse.

On parle surtout d'ATOS pour l'enseignement primaire et secondaire, car les deux autres filières sont peu ou pas représentées.
Inversement, les expressions IATOS, IATOSS, BIATOSS ou BIATSS, sont plus fréquentes dans les établissements publics à caractère scientifique, culturel et professionnel, car tous ces personnels y sont soumis à des règles communes.
Leur identité professionnelle se détermine surtout en creux, dans la mesure où ils sont définis négativement comme « non enseignants »

## Évolutions

### Suppression de l'ancienne filière des ouvriers
Le personnel IATOS comportait une filière d'ouvriers se répartissant en trois corps, tous de catégorie C : les maîtres ouvriers (MO), recrutés à niveau BEP, les ouvriers professionnels (OP), recrutés à niveau CAP, et les ouvriers d'entretien et d'accueil (OEA) recrutés sans condition de diplômes.
Ils exerçaient principalement des missions liées à la maintenance, à la logistique, à la restauration scolaire, à l'hygiène et à l'accueil. Les maîtres ouvriers pouvaient aussi être chargés d'encadrer les OP et les OEA.
À la suite du mouvement de décentralisation engagé par Jean-Pierre Raffarin, les personnels ouvriers affectés en collèges ou lycées sont depuis le 1er janvier 2006 placés sous la tutelle des collectivités locales de rattachement (conseil général pour les collèges, conseil régional pour les lycées). Ils relèvent de la fonction publique territoriale au sein du cadre d'emploi des Adjoints techniques territoriaux des établissements d'enseignement (ATTEE) ; toutefois, ceux qui étaient en service avant la réforme peuvent conserver - selon le souhait de chaque agent - le statut de fonctionnaire de l'État (l'agent étant alors en position de détachement). Dans leur lycée ou collège d'exercice, ils continuent dans tous les cas d'être placés sous l'autorité du chef d'établissement.
Les personnels affectés en établissements d'enseignement supérieur, en administration centrale ou déconcentrée, ou dans les différents services (CROUS, CIO,...) demeurent sous la tutelle directe du Ministère de l'Éducation nationale. En outre, le personnel technique de laboratoire des collèges et lycées est resté à la fonction publique d'État.
Ce personnel ouvrier resté dans la fonction publique de l'État a changé de nom pour devenir des « adjoints techniques ». Les corps d'ingénieurs et techniciens de recherche et de formation, précédemment concentrés dans l'enseignement supérieur et la recherche, ont été élargis à l'enseignement secondaire.

## Les filières
Cet ensemble englobe traditionnellement plusieurs « filières », comprenant chacune plusieurs corps de fonctionnaires.
| Filières et catégories | Filière administrative | Ingénieurs et techniciens de recherche et de formation            | Personnels techniques et pédagogiques de la jeunesse et des sports                                                                                               | Personnels sociaux et de santé | Personnels des bibliothèques                                                             |
| ---------------------- | --- | ----------------------------------------------------------------- | --- | --- | ---------------------------------------------------------------------------------------- |
| Catégorie A            | Administrateurs de l'éducation nationale, de l'enseignement supérieur et de la recherche Attachés de l'éducation nationale et de l'enseignement supérieur | Ingénieurs de recherche Ingénieurs d'études Assistants ingénieurs | Professeurs de sport Conseillers d'éducation populaire et de jeunesse Conseillers techniques et pédagogiques supérieurs Inspecteurs de la jeunesse et des sports | Médecins de l'éducation nationale Infirmiers de l'éducation nationale et de l'enseignement supérieur (nouveau régime) Assistants de service social | Conservateurs généraux des bibliothèques Conservateurs des bibliothèques Bibliothécaires |
| Catégorie B            | Secrétaires administratifs de l'éducation nationale et de l'enseignement supérieur                                                                        | Techniciens de recherche et de formation                          | - | Infirmiers (ancien régime) | Bibliothécaires assistants spécialisés                                                   |
| Catégorie C            | Adjoints administratifs de l'éducation nationale et de l'enseignement supérieur                                                                           | Adjoints techniques de recherche et de formation                  | - | - | Magasiniers de bibliothèque                                                              |

### Les personnels administratifs
Les personnels administratifs, appelés aussi personnels de l'administration de l'éducation nationale et de l'enseignement supérieur (ANAES) se répartissent en plusieurs corps et un emploi :
- les Administrateurs de l'éducation nationale, de l'enseignement supérieur et de la recherche  (AENESR) occupent des emplois de catégorie A dans des fonctions administratives de haut niveau. Ils peuvent exercer des fonctions de direction de services et d'établissements publics. Ils sont détachés depuis d'autres corps. Les Conseillers d'administration scolaire et universitaire (CASU), de même niveau de recrutement, constituent depuis 2008, date de fin des recrutements, un corps placé en extinction[3],[4].

- les Attachés d'administration de l'éducation nationale et de l'enseignement supérieur (ADAENES), recrutés sur concours après une licence, sont fonctionnaires de catégorie A. Ils assurent des tâches de préparation et d'application des décisions administratives ainsi que d'encadrement. Leur autorité s'étend sur un ou plusieurs services des établissements dans lesquels ils sont nommés.

- les Secrétaires administratifs de l'éducation nationale et de l'enseignement supérieur (SAENES), recrutés sur concours après un baccalauréat, sont fonctionnaires de catégorie B et exercent dans tous les services de l'Éducation nationale ou de l'enseignement supérieur (administration centrale et déconcentrée, établissements d'enseignement,...). Ils remplissent des fonctions administratives d'application (rédaction, comptabilité, contrôle, analyse,...) dans des domaines assez vastes (gestion des personnels, gestion financière et comptable, moyens, secrétariat,...), et peuvent être amenés à coordonner l'action de diverses sections et diriger un bureau.

- les Adjoints administratifs de l'éducation nationale et de l'enseignement supérieur (ADJAENES) sont recrutés sur concours sans condition de diplôme, ou sans concours pour l'accès au grade de début, et ont le statut de fonctionnaires de catégorie C. Exerçant dans tous types de services de l'Éducation nationale ou de l'enseignement supérieur, ils remplissent des fonctions d'exécution dans les domaines administratifs, comptables et financiers.

Les AENESR ne sont pas recrutés par concours mais sont nommés par arrêté. Les ADAENES sont recrutés par l'administration centrale ou par les IRA. Les concours de secrétaire et d'adjoint sont, quant à eux, organisés par les rectorats d'académie.

### Ingénieurs et techniciens de recherche et de formation
Les ingénieurs et personnels techniques de recherche et de formation ou ingénieurs et techniciens de recherche et de formation (ITRF) comprennent les ingénieurs de recherche, les ingénieurs d'études, les assistants-ingénieurs, les techniciens de recherche et formation, et les adjoints techniques de recherche et formation. Ils regroupent les anciens corps des techniciens de l'éducation nationale, des techniciens de laboratoire, des aides techniques de laboratoire et des aides de laboratoire, ainsi que l'ancien personnel de statut ouvrier.

### Personnels sociaux et de santé
Depuis le 1er février 2019, les personnels sociaux et de santé sont tous en catégorie A, à l'exception des infirmiers ayant choisi de rester en « catégorie active ». Ils se répartissent en quatre corps :
- les médecins de l'Éducation nationale sont des fonctionnaires de catégorie A recrutés sur concours après un diplôme d'État de docteur en médecine. Les médecins de l'Éducation nationale sont chargés des actions de prévention individuelle et collective et de promotion de la santé. Ces actions sont menées auprès de l'ensemble des enfants scolarisés que ce soit dans les écoles (maternelles ou élémentaires), les collèges ou les lycées. Ils réalisent les bilans de santé obligatoires. Ils élaborent des programmes prioritaires prenant en compte les pathologies dominantes et les facteurs de risques particuliers qu'il a identifiés sur son secteur. À cet effet, ils conduisent des études épidémiologiques. Ils contribuent à la formation des personnels et aux actions d'éducation en matière de santé auprès des élèves et des parents menées en collaboration avec la communauté éducative. Ils concourent à l'adaptation et à l'orientation des élèves, notamment par la participation aux diverses commissions de l'éducation spécialisée.

- les infirmiers scolaires sont eux-mêmes répartis en deux corps à la suite de la réforme décidée en 2010 : l'ancien corps classé en catégorie B est placé en extinction mais ses membres peuvent conserver ce statut qui les met en position active et leur permet d'accéder plus tôt à la retraite ; le nouveau corps des infirmiers de l'éducation nationale et de l'enseignement supérieur est lui classé en catégorie A, mais a le statut de sédentaire et doit donc prendre sa retraite au même âge que les fonctionnaires de droit commun. Les infirmiers sont recrutés sur concours après obtention du diplôme d'infirmier ou d'une équivalence. Les infirmiers de l'Éducation nationale sont principalement affectés dans les établissements du second degré, mais peuvent également exercer sur un secteur scolaire, et intervenir de ce fait en lycées, collèges et écoles. Le personnel infirmier a pour mission, sous l'autorité du chef d'établissement, de promouvoir et de mettre en œuvre la politique de santé en faveur de tous les élèves scolarisés (prévention, actions sanitaires de portée générale, hygiène et sécurité, bilans obligatoires, soins,…). Les infirmiers sont plus particulièrement chargés de l'accueil et de l'écoute des élèves et des parents pour tout motif ayant une incidence sur la santé, et participent aux bilans de santé et au suivi de l'état de santé des élèves, à la surveillance des jeunes exposés à des nuisances spécifiques, à la surveillance sanitaire de l'hygiène générale en milieu scolaire, à l'éducation à la santé et à la sécurité.

- les Assistants de service social, précédemment classés en catégorie B, sont passés en catégorie A le 1er février 2019[5]. Ces fonctionnaires sont recrutés sur concours après l'obtention du diplôme d'État d'Assistant de service social. Les assistants de service social mènent toutes les actions susceptibles de prévenir et de remédier aux difficultés des élèves et des familles dans le cadre de la politique d'action sanitaire et sociale du ministère dont ils relèvent. Ils exercent d'une part un rôle de médiateur et, d'autre part, sont à la fois le conseiller social de l'institution et de tous les jeunes scolarisés. Leur effort doit se porter plus particulièrement vers les élèves les plus en difficulté.

### Personnels de bibliothèques
Le personnel des bibliothèques comprend les conservateurs généraux, les conservateurs, les bibliothécaires, les bibliothécaires assistants spécialisés (BIBAS) et les magasiniers. Ils exercent principalement leurs missions dans les bibliothèques universitaires, mais un grand nombre est affecté dans les services relevant du ministère de la Culture, notamment à la Bibliothèque nationale de France, ou dans d'autres ministères ayant besoin de ces compétences, comme celui de la Défense.

### Personnels techniques et pédagogiques de la jeunesse et des sports
Les personnels de cette filière, qui relèvent des administrations de la jeunesse est des sports, sont tous en catégorie A. Ils comprennent les professeurs de sport, les conseillers d'éducation populaire et de jeunesse (CEPJ), les conseillers techniques et pédagogiques supérieurs (CTPS) et les inspecteurs de la jeunesse et des sports. Les conseillers techniques régionaux et d'autres personnels fonctionnaires placés auprès des fédérations sportives peuvent appartenir à cette filière. 

## Représentation des BIATSS dans les universités
Une commission paritaire d'établissement (CPE), siégeant en formation restreinte à chaque filière, examine les questions individuelles concernant ces catégories de personnel.
Par ailleurs, les BIATSS sont regroupés dans un même et unique collège pour l'élection à certaines instances universitaires, à savoir le conseil d'administration, la commission de la formation et de la vie universitaire du conseil académique, les conseils d'UFR ou d'institut et le comité social d'administration.
La représentation du personnel au sein de la commission de la recherche du conseil académique répond à une autre logique. Les personnels BIATSS titulaires d'un doctorat sont électeurs et éligibles dans la même catégorie que les autres personnels docteurs non habilités à diriger des recherches. Le collège des « non-docteurs » représente un douzième de cette commission, dont la moitié d'ingénieurs et de techniciens. Les ingénieurs et le personnel scientifique des bibliothèques (conservateurs et conservateurs généraux) constituent des collèges distincts des autres BIATSS, parmi les personnels affectés dans les bibliothèques universitaires, au conseil de la documentation.
La Loi relative aux libertés et responsabilités des universités restreint la représentativité des BIATSS dans les conseils d'administration des universités. Ainsi seuls 10 % des sièges (deux ou trois postes) leur sont réservés alors qu'ils représentent un tiers du personnel total de l'université. A contrario, les enseignants-chercheurs et assimilés n'étant que deux fois plus nombreux que les IATOS, obtiennent 50 % des sièges, le reste étant composé des étudiants (trois à cinq sièges) et des personnalités extérieures (7 ou 8).